# Manuel Colmeiro y Penido
Manuel Colmeiro y Penido (Santiago de Compostela, 1 de enero de 1818-Madrid, 11 de agosto de 1894) fue un historiador, jurista y economista español.

## Biografía

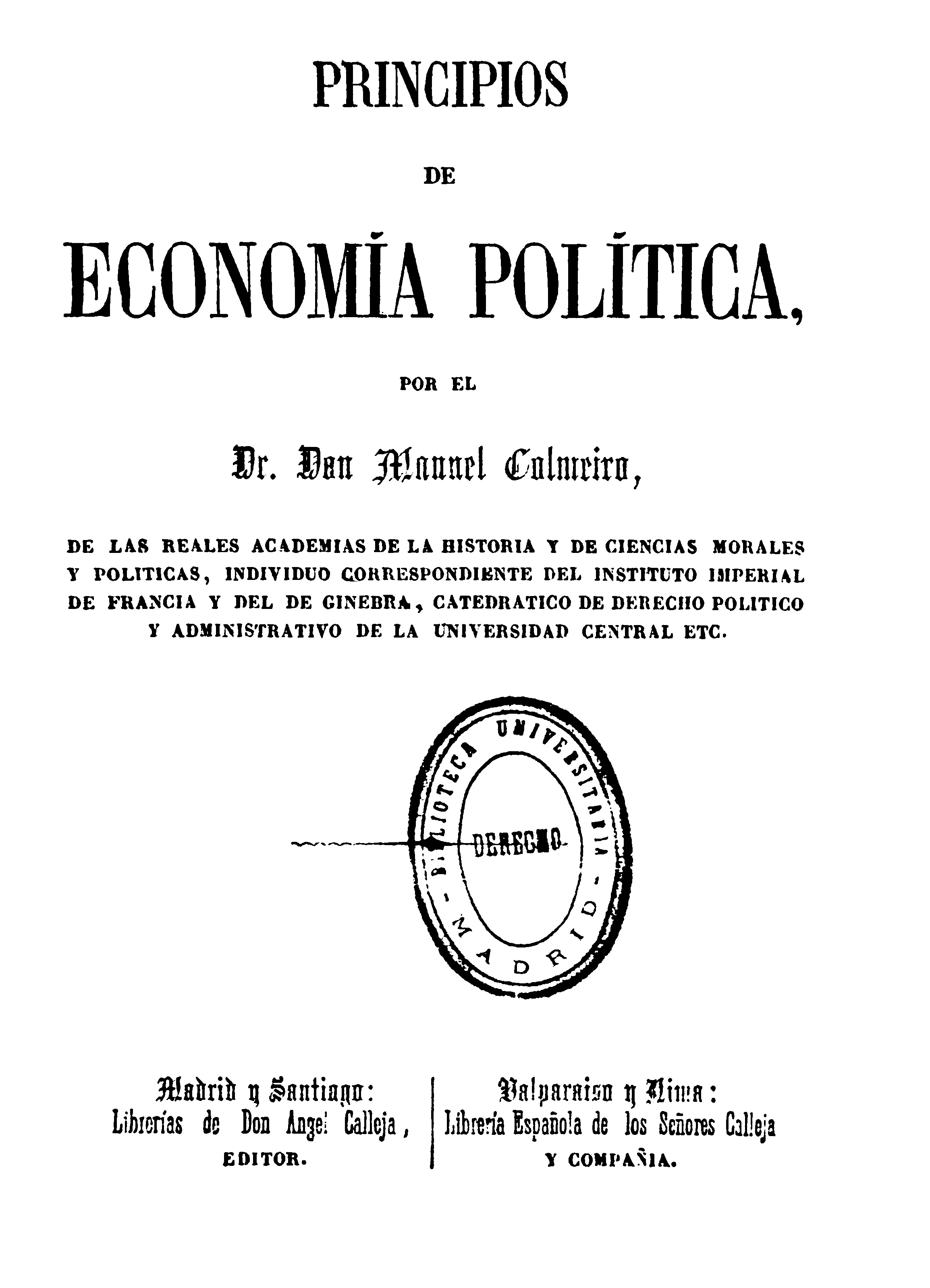
Principios de Economía Política por el Dr. Don Manuel Colmeiro, 1859.

Nació el 1 de enero de 1818 en Santiago de Compostela.
Como economista fue autor de dos obras importantes: Historia de la Economía Política en España (1863) y Biblioteca de los economistas españoles de los siglos XVI, XVII y XVIII (1880). A esta última obra Schumpeter se refiere con frecuencia en su Historia del análisis económico. Comenzó siendo proteccionista, pero en sus últimos escritos defendió con fuerza el liberalismo.
Fue miembro de la Real Academia de la Historia entre el 26 de abril de 1857 y el 11 de agosto de 1894 y de la Real Academia de Ciencias Morales y Políticas, además de diputado en Cortes por el distrito de Pontevedra y senador por la provincia de Pontevedra, por la Real Academia de la Historia y vitalicio. También fue Fiscal del Tribunal Supremo entre 1886 y 1890.
Falleció el 11 de agosto de 1894.